# Phare de Matane
Le phare de Matane est une ancienne station d'aide à la navigation du fleuve Saint-Laurent située à Matane dans le Bas-Saint-Laurent au Québec (Canada). 

## Situation terrestre et maritime
Le phare est situé à environ 1,4 km à l'ouest de la rivière Matane et à environ 20 m au-dessus du niveau de la mer à marée haute.

## Histoire
Un premier phare en bois est allumé en 1873, il est remplacé par un nouveau phare, construit en béton armé, en 1906. Ce phare, de 20 m de haut, sera en opération jusqu'en 1951 avant d'être remplacé par une lumière verte clignotante dans l'ancien havre de Matane. Il est maintenant le Musée maritime du Phare de Matane.

## Patrimoine
En 2015, le phare est en restauration, car la ville de Matane a l'intention de le déclarer immeuble patrimonial.